# Le Baron d'Albikrac
Le Baron d'Albikrac est une pièce de théâtre de Thomas Corneille datant de 1668.

## Argument
Deux cavaliers tentent de soustraire à la tutelle de sa tante une jeune femme, Angélique, dont l'un est amoureux.